# حزب مركز بولندا
حزب مركز بولندا (بالبولندية: Centrum dla Polski) هو حزب سياسي بولندي محافظ. تم تشكيله في 2 مايو 2022 من قبل نواب سابقين في المنصة المدنية ونشطاء الحكومة المحلية المنتسبين إلى التحالف البولندي. هدف المجموعة هو توحيد الجناح المحافظ للائتلاف وجذب الناخبين الشباب المحافظين والوطنيين.

## الأيديولوجيا
لم يقدم الحزب بعد بيانًا أيديولوجيًا كاملاً، ولكن وصفه الصحفيون بأنه حزب أنشأه التحالف البولندي بهدف جذب الناخبين الشباب والمحافظين والوطنيين غير الراضين عن سياسات الحكومة الحالية. حضر المؤتمر الافتتاحي سياسيون بولنديون من بينهم ألكسندر هول والرئيس السابق برونيسلاف كوموروفسكي.